# 宮本佳林
宮本 佳林（みやもと かりん、1998年12月1日 - ）は、日本の歌手、アイドルであり、ハロー!プロジェクトに所属する女性アイドルグループJuice=Juiceの元メンバー。公式ニックネームはカリン。
千葉県出身。身長154 cm。血液型O型。ジェイピィールーム所属。

## 略歴
2008年
- アニメ『きらりん☆レボリューション』のエンディング曲「大きな愛でもてなして」を歌う℃-uteに憧れ[7]、ハロプロエッグ（現ハロプロ研修生）のオーディションを受け、合格。2008年11月に9歳で加入[2]。同月24日「2008 ハロー!プロジェクト新人公演 11月 〜横浜JUMP!〜」にて初お披露目された。

2009年
- 7月15日、ハロー!プロジェクトのカバーアルバム『チャンプル①〜ハッピーマリッジソングカバー集〜』がリリースされ、その中で『新ミニモニ。』のメンバーに選ばれる[8]。

2010年
- モーニング娘。9期オーディションに参加するも落選[9]。
- 11月より2013年4月まで[10]、静岡朝日テレビ『ピンクス』及び『コピンクス!』のイメージキャラクター・コピンクのナレーションを務めた。「コピンク*」名義で宮本が歌った同番組のテーマ曲が配信され、2013年3月にはミニアルバム『コピンクス!メロディーズ 〜star chart〜』もリリースされた（#「コピンク*」名義の配信シングル、#「コピンク*」名義のミニアルバムを参照）。

2011年
- スマイレージ2期オーディション（最終審査）及びモーニング娘。10期『元気印』オーディションに参加するも落選[9]。

2012年
- モーニング娘。11期『スッピン歌姫』オーディションに参加するも落選[9]。

2013年
- 2月3日、ハロプロ研修生内ユニットである『Juice=Juice』が結成されメンバーに選ばれた[11][12]。
- 7月下旬、歩行中に足を滑らせ転倒し左足を負傷。当初は捻挫と診断されていたが、その後痛みが引かないため再度診察を受けた結果、左立方骨骨折で全治6週間と診断されたことを8月23日に発表した[13]。そのため、それから1か月余りの間は椅子に座ってのパフォーマンスとなった。
- 9月4日、モーニング娘。の佐藤優樹とのユニット『ジュリン』としてDVDシングル「ほたる祭りの日」をリリース。
- 9月11日、シングル『ロマンスの途中/私が言う前に抱きしめなきゃね(MEMORIAL EDIT)/五月雨美女がさ乱れる(MEMORIAL EDIT)』でJuice=Juiceとしてメジャーデビューした[14]。

2014年
- 5月22日、『UTB+』で初の単独表紙を務める[15]。
- 6月12日、1st写真集『佳林』を発売[16]。

2015年
- 4月15日にリリースされた、モーニング娘。'15のシングル曲「青春小僧が泣いている」と「夕暮れは雨上がり」のミュージック・ビデオ撮影に負傷した鈴木香音の代役として起用された[17]。
- 5月27日、2nd写真集『Karin sixteen』を発売[18]。

2016年
- 2月から放送された、フジテレビ系ドラマ『武道館』で連続ドラマ初主演[19]。
- 10月21日、3rd写真集『Sunflower』を発売[20]。

2017年
- 5月18日、『週刊少年チャンピオン』で初の少年誌単独表紙・巻頭を務める[21]。
- 7月25日、機能性発声障害と診断されたため声を出す仕事を休養することを発表[22][23][24]。
- 8月28日、同月31日に横浜ベイホールで行われる『Juice=Juice Live Around 2017 〜Seven Horizon〜』の公演からライブに復帰することが発表された[25][26]。

2018年
- 2月8日、突発性難聴と診断されたことを公表[27][28]。
- 3月3日、宮崎県で行われた公演でフル復帰[29][30]。
- 12月1日、4th写真集『覚醒-KAKUSEI-』を発売[31]。

2019年
- 10月17日 - 24日、初のソロライブツアー『宮本佳林 LIVE TOUR 〜Karing〜』を開催[32]。ハロー!プロジェクトの現役メンバーが、グループに所属しながらソロライブツアーを開催するのはこれが初となる[33]。

2020年
- 2月10日、同年6月3日付をもってJuice=Juice及びハロー!プロジェクトを卒業することを発表[34][35]。卒業後はソロ活動を行う予定。
- 4月21日、新型コロナウイルス感染症の被害拡大により、ハロー!プロジェクトの6月いっぱいの公演が中止になったことを受け、6月3日に予定されていた卒業を延期することを発表[36]。
- 5月20日、5th写真集『RIN』を発売[37]。
- 10月23日、12月10日の日本武道館公演をもってJuice=Juice及びハロー!プロジェクトを卒業することが正式に決定した[38]。
- 12月10日、日本武道館で行われた『Juice=Juice コンサート2020 〜続いていくSTORY〜 宮本佳林卒業スペシャル』公演をもってJuice=Juiceおよびハロー!プロジェクトを卒業した[39]。同日、ソロ名義でのYouTubeチャンネルを開設[40]
- 12月11日、M-line clubへの加入が発表された[41]。

2021年
- 4月1日、所属事務所をアップフロントプロモーションからジェイピィールームへ移籍[42]。
- 6月11日・19日、ハロー!プロジェクト卒業以降初の単独ライブ『宮本佳林 LIVE 2021春 〜アマリリス〜』をメルパルクホール大阪・中野サンプラザで開催[43][44]。
- 8月27日、M-line clubのYouTube番組『M-line Music』にて、12月1日にソロ名義で初となるCDシングルを発売することを発表[45]。
- 9月4日 - 20日、単独ライブ『宮本佳林 LIVE 2021 〜ダリア〜』を3都市で開催[46]。
- 11月27日、感染性胃腸炎と診断されたため、28日に開催する『M-line Special 2021〜Make a Wish!〜』山口公演を欠席することを発表[47]。
- 12月1日、1stCDシングル『どうして僕らにはやる気がないのか(2021)/氷点下/規格外のロマンス』を発売[48]。

2022年
- 1月1日よりラジオ日本にてソロラジオ『宮本佳林の雑談ラジオ』が放送開始。
- 5月1日 - 22日、単独ライブ『宮本佳林 LIVE 2022春 〜アメジスト〜』を3都市4公演で開催[49]。
- 6月22日、2ndCDシングル『なんてったって I Love You/ハウリング』を発売[50]。
- 10月12日、1stアルバム『ヒトリトイロ』を発売[51]。

2023年
- 2月5日 - 11日、単独ライブ『宮本佳林 LIVE 2023〜ヒトリトイロ〜』を3都市4公演で開催[52]。
- 9月30日 - 12月16日、単独ライブ『宮本佳林 LIVE 2023秋〜Hello! Brand new me〜』を7都市12公演で開催[53]。
- 11月8日、3rdCDシングル『バンビーナ・バンビーノ/Lonely Bus』を発売。

2024年
- 3月16日 - 5月12日、単独ライブ『宮本佳林 LIVE 2024春～Hello! Brand new me～RETURNS』を10都市19公演で開催[54]。
- 5月22日、2ndアルバム『Spancall』を発売[55]。
- 9月11日、声帯ポリープと診断され、その後日手術を終えていたことを報告、また、11月末まで歌唱活動を控え、12月開催予定のイベントでの歌唱活動復帰を目標に治療に専念することを発表[56]。
- 9月30日、6th写真集『Prink』を発売[57]。
- 12月5日 - 29日、単独ライブ『宮本佳林 LIVE 2024〜TWiNKLE〜』を3都市4公演で開催[58]。

2025年
- 1月13日 - 2月2日、単独ライブ『宮本佳林 LIVE 2024-2025～TWiNKLE～』を5都市10公演で開催[59]。
- 2月14日 - 16日、単独ライブ『宮本佳林 Sweet Box 2025 〜Happy Valentine's Day!〜「Chocola」「Macalon」』を第一ホテル両国「清澄」にて6公演で開催[60]。
- 6月11日、4thCDシングル『キケンな魔法/ビースト!』を発売[61]。

## 人物
- 「佳林」という名前の由来は、「佳（よ）いことが林のようにあるように」という願いから[62]。一人っ子[63]。
- 自身の性格について、「平和主義」[21]、「本当は適当であっけらかんとしてる」[64]と述べている。元モーニング娘。の佐藤優樹曰く、宮本は「明るいムードメーカー」とのこと[65]。
- Juice=Juice加入にあたり、プロデューサーであったつんく♂から「これまでもハロー!プロジェクトの中で発生したいくつかのユニットにも参加してきた実力者」と評されており[12]、プロ意識の高さやストイックさに定評がある[66][67][68][69]。メンバーからも「Juice=Juiceの中で誰よりもストイックで、プロ意識が高い」（宮崎）[70]、「すごく勉強熱心で、アイドルの鑑と言っても良いのではないか」（金澤）[71]と称されている。
- スキンケアやメイクなど美容に造詣が深く[72][73]、ハロー!プロジェクトメンバーが選ぶ「女子力が高いと思うメンバーランキング」においても第1位に選ばれている[74]。工藤遥は、宮本について「顔が可愛いのはもちろん、アイドルとしても1人の女の子としても非の打ち所がない、そしてすっぴんも可愛い」と評している[75]。
- 座右の銘は「とことんやれば勝手に自分らしくなる」[1]。
- 目標は「歌やダンスを通じて、多くの人に"元気"を届けること」[76]。「人を笑顔にしたい」とも語っている[77]。
- 自ら小学校時代の卒業アルバムの写真を流出させたことがある[78][79]。

### 嗜好
- 好きな食べ物は馬刺し、タピオカ、ミントチョコレート、生クリーム、天かす、唐揚げ、茎レタス、フルーツ、ますのすし、だし巻き卵[80][81][82]。嫌いな食べ物はセロリ、ゴーヤ[66]、パクチー、クレソン、ミョウガ[83]。
- 好きな色はブドウ色、ベビーピンク[81]。
- 好きな音楽ジャンルは80年代アイドル歌謡、ボカロ[1]。2024年に発売したアルバム『Spancall』では、自身が敬愛するDECO*27[84]の楽曲「ヴァンパイア」をカバーしている。
- 1980年代のアイドルが好きである。その中でも特に松田聖子を尊敬しており、大ファンかつ憧れの存在として度々言及している[85][86][87]。
- 元℃-uteの鈴木愛理、岡井千聖、元モーニング娘。の新垣里沙も憧れの先輩として挙げている[2][62][88]。また、『ラブベリー』を購読していたことから、当時の専属モデルであり後にアイドリング!!!に加入した朝日奈央のファンでもあった[89]。
- ハロー!プロジェクトエッグに加入当初から、竹内朱莉（アンジュルム）の大ファンである[90][91]。また、金澤朋子（Juice=Juice[92]）や平井美葉（BEYOOOOONDS）、森戸知沙希（モーニング娘。[93]）のファンであることを公言している。また、多くのハロプロメンバーのインスタグラムにリプライを残しており、時より行きすぎた返信をすることもある。
- Juice=Juiceで好きな楽曲は「大人の事情」[注 1]。ハロー!プロジェクト全体で好きな楽曲はモーニング娘。さくら組の「晴れ 雨 のち スキ ♡」[62]。
- 苦手な物はお化け、蜂などの飛ぶ虫。
- 『鬼滅の刃』や『呪術廻戦』、『ワールドトリガー』といった漫画・アニメが好きでSNSでも話題にあげている[94][95]。特に、『週間少年ジャンプ』や『少年ジャンプ+』の作品を好む[96]。

### 趣味
- 趣味はアニメ・漫画（少年誌）鑑賞[3]、射撃（シューティング）[3]、ギター[1][97]。
- モデルガンを持っており、ハワイに行って実弾射撃をするほどの射撃好きである[98]。
- 料理が好きであり[99]、度々オフィシャルブログに自炊料理の写真やレシピを掲載している[100][101]。また、自身が鈴木愛理と共にDJを務めるラジオ番組『HELLO! DRIVE! -ハロドラ-』（月曜日）内で「佳林のハロドラクッキング」というコーナーを持っていた。

### 特技
- 特技は頭皮を動かすこと、手を柔らかく動かすこと、手の血管を動かせること[1][3]。
- 空想、妄想、推しについて早口でまくしたてること[3]。

### その他
- 2017年中頃からDTMでの作曲にも挑戦している[64][77][注 2]。
- 「シェル」という名前の猫（雄）と「エポワス」という名前の犬（雄）を飼っている[104]。以前は「ジャスミン」という名前の猫（雌）と「モッツァレラ」という名前の犬を飼っていた[105][106]。

## 作品

### シングル
|        | 発売日         | タイトル                                                         | 販売形態                                   | 規格品番   | オリコン | オリコン | 収録アルバム |
| 最高位 | 発売日         | タイトル                                                         | 販売形態                                   | 規格品番   | 初動     |          | 収録アルバム |
| ------ | -------------- | ---------------------------------------------------------------- | ------------------------------------------ | ---------- | -------- | -------- | ------------ |
| 1      | 2021年12月01日 | どうして僕らにはやる気がないのか(2021)/ 氷点下/ 規格外のロマンス | 初回生産限定盤A (CD+BD)                    | HKCN-50667 | 7位      | 1.1万枚  | ヒトリトイロ |
| 1      | 2021年12月01日 | どうして僕らにはやる気がないのか(2021)/ 氷点下/ 規格外のロマンス | 初回生産限定盤B (CD+BD)                    | HKCN-50669 | 7位      | 1.1万枚  | ヒトリトイロ |
| 1      | 2021年12月01日 | どうして僕らにはやる気がないのか(2021)/ 氷点下/ 規格外のロマンス | 初回生産限定盤C (CD+BD)                    | HKCN-50671 | 7位      | 1.1万枚  | ヒトリトイロ |
| 1      | 2021年12月01日 | どうして僕らにはやる気がないのか(2021)/ 氷点下/ 規格外のロマンス | 初回生産限定盤SP (CD)                      | HKCN-50673 | 7位      | 1.1万枚  | ヒトリトイロ |
| 1      | 2021年12月01日 | どうして僕らにはやる気がないのか(2021)/ 氷点下/ 規格外のロマンス | 通常盤A (CD)                               | HKCN-50674 | 7位      | 1.1万枚  | ヒトリトイロ |
| 1      | 2021年12月01日 | どうして僕らにはやる気がないのか(2021)/ 氷点下/ 規格外のロマンス | 通常盤B (CD)                               | HKCN-50675 | 7位      | 1.1万枚  | ヒトリトイロ |
| 1      | 2021年12月01日 | どうして僕らにはやる気がないのか(2021)/ 氷点下/ 規格外のロマンス | 通常盤C (CD)                               | HKCN-50676 | 7位      | 1.1万枚  | ヒトリトイロ |
| 2      | 2022年06月22日 | なんてったって I Love You/ ハウリング                            | 初回生産限定盤A (CD+BD)                    | HKCN-50720 | 7位      | 1.5万枚  | ヒトリトイロ |
| 2      | 2022年06月22日 | なんてったって I Love You/ ハウリング                            | 初回生産限定盤B (CD+BD)                    | HKCN-50722 | 7位      | 1.5万枚  | ヒトリトイロ |
| 2      | 2022年06月22日 | なんてったって I Love You/ ハウリング                            | 初回生産限定盤SP （CD+ダウンロードカード） | HKCN-50724 | 7位      | 1.5万枚  | ヒトリトイロ |
| 2      | 2022年06月22日 | なんてったって I Love You/ ハウリング                            | 通常盤A (CD)                               | HKCN-50725 | 7位      | 1.5万枚  | ヒトリトイロ |
| 2      | 2022年06月22日 | なんてったって I Love You/ ハウリング                            | 通常盤B (CD)                               | HKCN-50726 | 7位      | 1.5万枚  | ヒトリトイロ |
| 3      | 2023年11月08日 | バンビーナ・バンビーノ/ Lonely Bus                               | 初回生産限定盤A (CD+BD)                    | HKCN-50777 | 4位      | 2.0万枚  | Spancall     |
| 3      | 2023年11月08日 | バンビーナ・バンビーノ/ Lonely Bus                               | 初回生産限定盤B (CD+BD)                    | HKCN-50779 | 4位      | 2.0万枚  | Spancall     |
| 3      | 2023年11月08日 | バンビーナ・バンビーノ/ Lonely Bus                               | 通常盤A (CD)                               | HKCN-50781 | 4位      | 2.0万枚  | Spancall     |
| 3      | 2023年11月08日 | バンビーナ・バンビーノ/ Lonely Bus                               | 通常盤B (CD)                               | HKCN-50782 | 4位      | 2.0万枚  | Spancall     |
| 3      | 2023年11月08日 | バンビーナ・バンビーノ/ Lonely Bus                               | 通常盤C (CD)                               | HKCN-50783 | 4位      | 2.0万枚  | Spancall     |
| 3      | 2023年11月08日 | バンビーナ・バンビーノ/ Lonely Bus                               | 通常盤D (CD)                               | HKCN-50784 | 4位      | 2.0万枚  | Spancall     |
| 4      | 2025年06月11日 | キケンな魔法/ ビースト!                                          | 初回生産限定盤A (CD+BD)                    | HKCN-50842 | 5位      | 1.9万枚  |              |
| 4      | 2025年06月11日 | キケンな魔法/ ビースト!                                          | 初回生産限定盤B (CD+BD)                    | HKCN-50844 | 5位      | 1.9万枚  |              |
| 4      | 2025年06月11日 | キケンな魔法/ ビースト!                                          | 初回生産限定盤SP1 (CD+BD)                  | HKCN-50846 | 5位      | 1.9万枚  |              |
| 4      | 2025年06月11日 | キケンな魔法/ ビースト!                                          | 初回生産限定盤SP2 (CD+BD)                  | HKCN-50848 | 5位      | 1.9万枚  |              |
| 4      | 2025年06月11日 | キケンな魔法/ ビースト!                                          | 通常盤A (CD)                               | HKCN-50850 | 5位      | 1.9万枚  |              |
| 4      | 2025年06月11日 | キケンな魔法/ ビースト!                                          | 通常盤B (CD)                               | HKCN-50851 | 5位      | 1.9万枚  |              |

#### 配信シングル
|   | 発売日         | タイトル                         | 規格品番  | 収録アルバム | 備考                                                               |
| - | -------------- | -------------------------------- | --------- | ------------ | ------------------------------------------------------------------ |
| 1 | 2019年10月18日 | どうして僕らにはやる気がないのか | UFDL-1443 |              |                                                                    |
| 2 | 2020年12月10日 | 未来のフィラメント               | UFDL-1465 | ヒトリトイロ | TBSテレビ（関東ローカル）『ふるさとの未来』第1期オープニングテーマ |

#### 「コピンク*」名義の配信シングル
|   | 発売日         | タイトル                         | 収録アルバム                           | 備考                                                             |
| - | -------------- | -------------------------------- | -------------------------------------- | ---------------------------------------------------------------- |
| 1 | 2011年12月21日 | カリーナノッテ（feat. コピンク） | コピンクス！メロディーズ〜star chart〜 | 静岡朝日テレビ『コピンクス!』 1st・2ndシーズン（2011年）テーマ曲 |
| 2 | 2012年08月29日 | 最高視感度（feat. コピンク）     | コピンクス！メロディーズ〜star chart〜 | 静岡朝日テレビ『コピンクス!』 3rdシーズン（2012年）テーマ曲      |
| 3 | 2012年12月05日 | 兎tocome（feat. コピンク）       | コピンクス！メロディーズ〜star chart〜 | 「静岡駿府マラソン」イメージ曲                                   |
| 4 | 2013年01月30日 | リバース（feat. コピンク）       | コピンクス！メロディーズ〜star chart〜 | 静岡朝日テレビ『コピンクス!』 4thシーズン（2012年）テーマ曲      |

#### コラボレーション
| 配信日         | タイトル                            | 歌                                                                           | 備考                                                                                   |
| -------------- | ----------------------------------- | ---------------------------------------------------------------------------- | -------------------------------------------------------------------------------------- |
| 2013年09月04日 | ほたる祭りの日                      | ジュリン                                                                     |                                                                                        |
| 2022年08月13日 | ほたる祭りの日                      | 佐藤優樹×宮本佳林                                                            |                                                                                        |
| 2023年11月19日 | すっぴん                            | 宮本佳林・小片リサ・佐藤優樹                                                 | TBSテレビ（関東ローカル・TBS FREE・TVer限定）『ふるさとの未来』第2期オープニングテーマ |
| 2024年03月01日 | C\C（シンデレラ\コンプレックス）'24 | SIOOM (from M-line Music) （宮本佳林・小片リサ・佐藤優樹・稲場愛香・小関舞） | MBS『ドラマ特区「シンデレラ・コンプレックス」』エンディング主題歌                      |

### アルバム
|   | 発売日         | タイトル     | 販売形態                | 規格品番   | 最高位 |
| - | -------------- | ------------ | ----------------------- | ---------- | ------ |
| 1 | 2022年10月12日 | ヒトリトイロ | 初回生産限定盤A (CD+BD) | HKCN-50727 | 10位   |
| 1 | 2022年10月12日 | ヒトリトイロ | 初回生産限定盤B (CD+BD) | HKCN-50729 | 10位   |
| 1 | 2022年10月12日 | ヒトリトイロ | 初回生産限定盤C (CD+BD) | HKCN-50731 | 10位   |
| 1 | 2022年10月12日 | ヒトリトイロ | 通常盤 (CD)             | HKCN-50733 | 10位   |
| 2 | 2024年05月22日 | Spancall     | 初回生産限定盤 (CD+BD)  | HKCN-50804 | 7位    |
| 2 | 2024年05月22日 | Spancall     | 通常盤 (CD)             | HKCN-50806 | 7位    |

#### サウンドトラック
|   | 発売日         | タイトル                                                 | 販売形態 | 規格品番  | 備考 |
| - | -------------- | -------------------------------------------------------- | -------- | --------- | --- |
| 1 | 2025年04月23日 | STAGE VANGUARD「ザ☆アイドル!」オリジナルサウンドトラック | CD       | UFCW-1163 | 2024年6月15日 - 30日新宿シアターマーキュリーで開催された『STAGE VANGUARD「ザ☆アイドル!」』より全9曲を収録 2024年12月15日から先行販売 |

#### 「コピンク*」名義のミニアルバム
|   | 発売日        | タイトル                               | 販売形態 | 規格品番  | 備考                                          |
| - | ------------- | -------------------------------------- | -------- | --------- | --------------------------------------------- |
| 1 | 2013年3月20日 | コピンクス！メロディーズ〜star chart〜 | CD       | UFCW-1053 | 上記の「コピンク*」名義の配信シングル等を収録 |

### 映像作品
| 発売日         | タイトル                      | 販売形態 | レーベル               | 備考                                                   |
| -------------- | ----------------------------- | -------- | ---------------------- | ------------------------------------------------------ |
| 2014年03月03日 | Greeting 〜宮本佳林〜         | DVD      | UP-FRONT WORKS         | e-Hello!（イーハロ）シリーズ （e-LineUP!期間限定販売） |
| 2014年07月16日 | KArin                         | DVD      | hachama/UP-FRONT WORKS |                                                        |
| 2015年07月22日 | かりんは16歳                  | BD       | hachama/UP-FRONT WORKS |                                                        |
| 2016年11月23日 | bluest                        | BD       | hachama/UP-FRONT WORKS |                                                        |
| 2018年12月26日 | 佳林=KARIN                    | BD       | hachama/UP-FRONT WORKS |                                                        |
| 2020年03月25日 | 宮本佳林 LIVE TOUR 〜Karing〜 | DVD/BD   | hachama/UP-FRONT WORKS |                                                        |
| 2022年12月21日 | STAGE VANGUARD「悪嬢転生」    | BD       | hachama/UP-FRONT WORKS |                                                        |

## 出演

### テレビ

#### 情報番組
- ピンクス（2010年11月26日 - 不定期、静岡朝日テレビ）[124]
- コピンクス!（2011年4月12日 - 2013年4月2日[116]、毎週火曜日・土曜日、静岡朝日テレビ）[125] - 番組に登場するキャラクター「コピンク」の声を担当

#### ドラマ
- 数学♥女子学園（2012年3月14日[126]・21日[127]、日本テレビ）[128] - 目黒ゆう 役[129]
- 武道館（2016年2月6日 - 3月26日、フジテレビ・BSスカパー!）[130] - 主演・日高愛子 役[131]

#### 教養バラエティ
- ハロー!SATOYAMAライフ（2012年8月9日 - 2013年12月26日、テレビ東京・BSジャパン 他）[132]※Juice=Juice結成以前より出演

#### その他
- Juice=Juice宮本佳林 卒業特番「かりんのぜんぶ」（2021年2月21日、CSテレ朝チャンネル1）
- アンジュルム竹内朱莉デビュー10周年記念特番〜朝まで生竹内!〜（2021年8月12日、BSスカパー!） - 第1部ゲスト
- テレ東60祭!ミュージックフェスティバル2023〜一生聞きたい!昭和・平成・令和ヒット曲100連発〜（2023年11月15日、テレビ東京） - 特別編成のプッチモニとして出演

### 映画
- 星砂の島のちいさな天使 〜マーメイドスマイル〜（2010年6月19日公開）[133] - 矢野口遥 役
- 映画版 JKニンジャガールズ（2017年7月17日公開、東映） - カラオケボックス店員 役

### ラジオ
- HELLO! DRIVE! -ハロドラ-（2016年10月 - 2019年6月、Radio NEO）[134] - 月曜日担当（24:00 - 24:40）[135]
- 今日は一日“ハロプロ”三昧（2019年8月16日、NHK FM） - ゲスト
- 宮本佳林の雑談ラジオ（2022年1月1日 - 、ラジオ日本）[136]
- MBSヤングタウン月曜日（2022年9月12日、MBSラジオ） - 工藤遥の代演
- コンプリートX（2024年4月4日 - 2025年3月27日、InterFM897）[137]
- Music Palette♪（2025年7月6日〈5日深夜〉 - 、TBSラジオ） - 宮崎由加の代任パーソナリティ[138]

### ネット配信
- ピンクスCHANNEL（2015年3月 - ）[139]
- 矢口真里の火曜The NIGHT（2022年10月5日 ‐ 26日、ABEMA） - 10月度マンスリーMC

#### ウェブドラマ
- スカパー! 朝のTwitterドラマ「ペンライト」（2019年3月11日 - 16日、スカパー!公式Twitter） - 主演[140]
- スカパー! 朝のTwitterドラマ「初雪」（2019年11月18日 - 23日、スカパー!公式Twitter）[141]

### 舞台・ミュージカル
- おじぎでシェイプアップ!（2009年6月7日 - 14日、ル テアトル銀座）[142] - 新川凛 役
- 散歩道楽2010春『かいぶつのこども』（2010年4月8日 - 12日、シアタートラム）[143] - 山中留美奈 役[144]
- 劇団ゲキハロ第9回公演『三億円少女』（2010年9月18日 - 26日、サンシャイン劇場 / 10月16日・17日、イオン化粧品シアターBRAVA!）[145] - 川藤佳林 役
- 2010年秋季エッグ研修発表会〜女優宣言〜（2010年10月1日 - 3日、時事通信ホール）[146]
- 空間ゼリー vol.12『今がいつかになる前に』（2010年10月30日 - 11月7日、シアターグリーン BIG TREE THEATER）[147] - 鮎川未来 役
- ファミリーミュージカル『リボーン〜命のオーディション〜』（2011年10月8日 - 17日、全労済ホール／スペース・ゼロ）[148] - チンギス・カン 役
- 大人の麦茶 第十八杯目公演『1974（イクナヨ）』（2011年12月14日 - 18日、紀伊國屋サザンシアター）[149] - 古見路子 役[150]
- 大人の麦茶 第十九杯目公演『B・B〜bumpy buddy〜』（2012年5月9日 - 15日、紀伊國屋サザンシアター）[151] - 東倉静 役[152]
- 大人の麦茶 第二十杯目公演『シュガースポット』（2012年11月21日 - 27日、紀伊國屋ホール / 12月1日・2日、イオン化粧品シアターBRAVA!）[153] - 望音 役[154]
- もしも国民が首相を選んだら（2013年4月24日 - 30日、全労済ホール／スペース・ゼロ）[155] - 佐伯ラン 役
- 演劇女子部『ミュージカル 恋するハローキティ』（2014年11月19日 - 24日、紀伊國屋サザンシアター）[156] - ハローキティ 役[157]
- JKニンジャガールズ（2017年3月2日・3日、全労済ホール／スペース・ゼロ） - 日替わりゲスト[158]
- 演劇女子部『タイムリピート〜永遠に君を想う〜』（2018年9月28日 - 10月8日、全労済ホール／スペース・ゼロ）[159] - ソーマ 役[160]
- STAGE VANGUARD「悪嬢転生」 - 主演・イザベラ 役
  - 初回公演（2022年7月5日 - 8月9日、COTTON CLUB）[161]
  - リニューアル公演（2023年5月24日 - 6月1日、COTTON CLUB）[162]
- STAGE VANGUARD「ザ☆アイドル！」（2024年6月15日 - 30日、新宿シアターマーキュリー） - 主演・本宮凛花 / Karin 役[163]
- ミュージカル『四月は君の嘘』（2025年8月23日 - 9月5日、東京公演：昭和女子大学 人見記念講堂 / 9月12日 - 14日、愛知公演：Niterra日本特殊陶業市民会館 フォレストホール / 9月19日・20日、大阪公演：梅田芸術劇場 メインホール / 10月4日・5日、富山公演：オーバード・ホール / 10月12日・13日、神奈川公演：厚木市文化会館 大ホール） - 宮園かをり 役（加藤梨里香とWキャスト）[164][165]

### コンサート

#### 単独コンサート
- 宮本佳林 LIVE TOUR 〜Karing〜（2019年10月17日、Zepp Tokyo / 10月23日、Zepp Namba / 10月24日、Zepp Nagoya）[32][166]
- 宮本佳林 LIVE 2021春 〜アマリリス〜（2021年6月11日、メルパルクホール / 6月19日、中野サンプラザ）[43][44]
- 宮本佳林 LIVE 2021〜ダリア〜（2021年9月4日、NHK大阪ホール / 9月5日、日本特殊陶業市民会館 ビレッジホール / 9月20日、中野サンプラザ）[46]
- 宮本佳林 LIVE 2022春〜アメジスト〜（2022年5月1日、メルパルクホール大阪 / 5月4日、日本特殊陶業市民会館 ビレッジホール / 5月22日、めぐろパーシモンホール 2公演）[49]
- 宮本佳林 LIVE 2023〜ヒトリトイロ〜（2023年2月5日、めぐろパーシモンホール 2公演 / 2月10日、日本特殊陶業市民会館 ビレッジホール / 2月11日、メルパルクホール大阪）[52]
- 宮本佳林 LIVE 2023秋〜Hello! Brand new me〜（2023年9月30日 - 12月16日、7都市12公演）[53]
- 宮本佳林 LIVE 2024春～Hello! Brand new me～RETURNS（2024年3月16日 - 5月12日、10都市19公演）[54]
- 宮本佳林 LIVE 2024〜TWiNKLE〜（2024年12月15日、Zepp Nagoya / 12月22日、Zepp Osaka Bayside / 12月29日、Zepp DiverCity 2公演）[58]
- 宮本佳林 LIVE 2024-2025～TWiNKLE～（2025年1月13日 - 2月2日、5都市10公演）[59]
- 宮本佳林 Sweet Box 2025 〜Happy Valentine's Day!〜「Chocola」「Macalon」（2025年2月14日 - 16日、第一ホテル両国「清澄」、6公演）[60]

#### 合同コンサート
- 2008 ハロー!プロジェクト新人公演 11月 〜横浜JUMP!〜（2008年11月24日、横浜BLITZ）
- 2009 ハロー!プロジェクト新人公演 4月 〜横浜HOP!〜（2009年4月4日・5日、横浜BLITZ）[167]
- 2009 ハロー!プロジェクト新人公演 9月 〜横浜JUMP!〜（2009年9月23日、横浜BLITZ）[168]
- 2009 ハロー!プロジェクト新人公演 11月 〜横浜FIRE!〜（2009年11月23日、横浜BLITZ）[169]
- 2010 ハロー!プロジェクト新人公演 3月 〜横浜GOLD!〜（2010年3月27日、横浜BLITZ）[170]
- 2010 ハロー!プロジェクト新人公演 6月 〜横浜HOP!〜（2010年6月5日、横浜BLITZ）[171]
- 2010 ハロー!プロジェクト新人公演 9月 〜横浜STEP!〜（2010年9月5日、横浜BLITZ）[172]
- 2010 ハロー!プロジェクト新人公演 11月 〜横浜JUMP!〜（2010年11月28日、横浜BLITZ）[173]
- ハロプロエッグ 2011 発表会 〜9月の生タマゴShow!〜（2011年9月11日、横浜BLITZ）[174]
- ハロプロ研修生 発表会 2012 〜3月の生タマゴShow!〜（2012年3月31日、日本橋三井ホール）[175]
- ハロプロ研修生 発表会 2012 〜6月の生タマゴShow!〜（2012年6月17日、山野ホール）[176]
- ハロプロ研修生 2012 発表会 〜9月の生タマゴShow!〜（2012年9月9日、山野ホール）[177]
- スマイレージ ライブツアー2012秋 〜ちょいカワ番長〜（2012年9月 - 11月） - 「チャレンジアクト」としての出演で[178]、ハロプロ研修生のオリジナル曲「彼女になりたいっ!!!」を披露した[179]。
- ハロプロ研修生 発表会 2012 〜12月の生タマゴShow!〜（2012年12月9日、Shibuya O-EAST）[180]
- 静岡駿府マラソン「ピンクス＆コピンクス!スペシャルライブ」（2013年3月2日、駿府城公園）[116]
- ハロプロ研修生 発表会 2013 〜3月の生タマゴShow!〜（2013年3月31日、横浜BLITZ）[181]
- ハロプロ研修生 発表会 2013 〜春の公開実力診断テスト〜（2013年5月5日、中野サンプラザ）[182]
- ハロプロ研修生 発表会 2013 〜6月の生タマゴShow!〜（2013年6月8日・15日、メルパルクTOKYO・御堂会館）[183]
- ハロプロ研修生 発表会 2013 〜9月の生タマゴShow!〜（2013年9月15日・21日、横浜BLITZ・東別院ホール）[184]
- M-line Special 2021〜Make a Wish!〜（2021年1月31日 - 12月25日、11都市77公演）[注 3]
- Hello! Project Year-End Party 2021 〜GOOD BYE & HELLO ! 〜（2021年12月30日・31日、中野サンプラザ）[185] - 各々2部ゲスト出演
- 小片リサ「bon voyage!」in COTTON CLUB（2022年1月19日・4月11日、COTTON CLUB、2公演） - ゲスト出演[注 4]
- M-line Special 2022 〜My Wish〜（2022年2月13日 - 12月24日、10都市34公演）
- Hello! Project 研修生発表会 2022 〜春の公開実力診断テスト〜（2022年5月3日、中野サンプラザ） - ゲスト審査員
- M-line Special 2023 〜Magical Wish〜（2023年2月26日 - 12月24日、17都市45公演）
- Hello! Project 研修生発表会 2023 〜春の公開実力診断テスト〜（2023年4月30日、J:COMホール八王子） - ゲスト審査員
- Hello! Project 25th ANNIVERSARY CONCERT「ALL FOR ONE & ONE FOR ALL!」ACT II（2023年9月10日、国立代々木競技場 第一体育館）[186]
- 岡山県備前市×OCHA NORMA 地域活性化コンサート ナルチカ 2023 OCHA NORMA in 備前（2023年11月19日、備前市市民センター） - スペシャルゲスト
- Hello! Project Year-End Party 2023 〜GOOD BYE & HELLO ! 〜（2023年12月31日、オリックス劇場） - ゲスト出演
- M-line Special 2024 ～Many well wishes～（2024年2月4日 - 4月7日、9都市18公演）
- Hello! Project ひなフェス 2024（2024年3月31日、幕張メッセ 国際展示場9ホール、昼夜2公演） - SIOOM (from M-line Music) としてゲスト出演し、「C\C（シンデレラ\コンプレックス）'24」を披露[187]
- ハロドリ。 presents Chronicles of ロージークロニクル ～ミライハジマリ～（2024年11月11日、山野ホール） - MC
- M-line Special 2025 Spring ～move it on～（2025年3月2日 - 6月1日、11都市26公演）

### 音楽フェス・イベント
- ハロプロエッグ デリバリーステーション in 夏 Sacas'09 Sacas Water Park（2009年8月3日・21日、赤坂サカス）[188]
- ハロプロエッグ デリバリーステーション06（2010年2月13日、アルカステージ）[189]
- ハロー!プロジェクトプレゼンツ 〜ハロ☆フェス in お台場グルメPARK〜（2010年5月1日 - 3日、お台場グルメPARK内特設ステージ）[190]
- 汐留博覧会2010（2010年8月12日、汐留AX）[191]
- ハロプロエッグ 汐留AXイベント（2011年6月19日、汐留AX）[192][193]
- 汐博「汐留☆アイドルカーニバル!2011 in SHIODOME-AX」ハロプロエッグ新メンを迎えて〜夏期休暇中デラAX!〜（2011年8月11日・18日、汐留AX）[194]
- ドリーム モーニング娘。トークイベント2011 秋の夜長に裏公演〜卒業生 DE なにしゃべる!?〜（2011年10月18日、TOKYO FM HALL） - アシスタント
- 汐博2012「汐留☆アイドルカーニバル!2012」ハロプロ研修生 夏季休暇中 〜汐留ハンター〜（2012年8月26日、汐留AX）[195]
- Juice=Juice 宮本佳林・植村あかりバースデーイベント2013（2013年12月17日、TOKYO FM HALL）[196]
- ピンクス＆コピンクス!トークライブ2014 〜私のリバースデー〜（2014年3月13日、AKIBAカルチャーズ劇場）[197]
- Juice=Juice 宮本佳林・植村あかりバースデーイベント2014（2014年12月11日、ディファ有明）[198]
- Juice=Juice 宮本佳林バースデーイベント2015（2015年12月1日、CLUB CITTA'）[199]
- Juice=Juice 宮本佳林バースデーイベント2016（2016年12月1日・6日、山野ホール・ミッドランドスクエア シネマ2）[200][201]
- Juice=Juice 宮本佳林バースデーイベント2017（2017年12月1日・5日、ディファ有明・ミッドランドスクエア シネマ2）[202][203]
- さわやか祭り〜輝け!さわやか五郎曲アワード2018〜（2018年11月16日、TOKYO FM HALL） - ゲスト出演[204]
- Juice=Juice 宮本佳林バースデーイベント2018（2018年12月1日・4日、山野ホール・ミッドランドスクエア シネマ2）[205][206]
- Juice=Juice 宮本佳林バースデーイベント2019（2019年12月1日・10日、山野ホール・ミッドランドスクエア シネマ2）[207][208]
- Juice=Juice 宮本佳林バースデーイベント2020（2020年12月1日、大田区民ホール・アプリコ 大ホール）[209]
- UNIDOL 2022-23 Winter 決勝戦/敗者復活戦（2023年2月15日、Zepp Haneda(TOKYO)）※シークレットゲスト
- 静岡アイドルフェスティバル・イン・つま恋（2023年4月16日、つま恋リゾート彩の郷 敷地内多目的広場）
- 超アイドル祭2023（2023年4月29日、幕張メッセ国際展示場 11ホール） - MC
- ニコニコ超会議2023（2023年4月30日、幕張メッセ国際展示場） - 「超歌ってみた」ステージゲスト
- 千葉県誕生150周年記念行事オープニングイベント（2023年6月11日、森のホール21(松戸市民会館) / 21世紀の森と広場） - オール千葉おもてなし隊オピニオンリーダー
- SPARK2023 in YAMANAKAKO（2023年7月16日、山中湖交流プラザ きらら）
- IDOL SQUARE Summer Festival 2023（2023年7月17日、KT Zepp Yokohama）
- NAGOYA IDOL FESTIVAL（2023年8月18日、エディオン 久屋広場）
- UP-T presents かがやきフェス2023（2023年8月19日、本多の森北電ホール）
- Mac Fan Fes.2023 presented by Claris FileMaker（2023年9月2日、マイナビPLACE 歌舞伎座タワー）
- FUURYUU FES 5.0 supported by Girl's Bomb!!（2023年10月11日、さいたまスーパーアリーナ）
- SACOFES. UNIVERSE（2024年4月21日、豊洲PIT）
- ニコニコ超会議2024（2024年4月27日、幕張メッセ 国際展示場 1ホール）
- SPARK2024 in KAWASAKI（2024年7月15日、川崎市東扇島東公園）
- 推し寺アイドルまつり アイドルナイトpowered by BomberE（2024年8月17日、東別院境内特設ステージ）
- アニソフィアフェス2024（2024年12月6日、池袋harevutai）
- 第8回 ももいろ歌合戦 ～愛の大晦日～（2024年12月31日、日本武道館）
- ガラフェス～かがやきJAPAN 真昼の青春セレナーデ～（2025年3月9日、豊洲PIT）
- 令和アイドル超選抜らいぶ〜時空を超えて輝く昭和リバイバル〜（2025年9月7日、Zepp Haneda(TOKYO)）

### 学園祭
- 東京大学文化祭『五月祭』（2025年5月24日、東京大学 弥生キャンパス 弥生講堂一条ホール）[210]

### ミュージック・ビデオ
- モーニング娘。'15（58thシングル）「青春小僧が泣いている（Promotion Edit）」 - 鈴木香音の代役
- モーニング娘。'15（58thシングル）「夕暮れは雨上がり」 - 鈴木香音の代役
- 堀内孝雄（62ndシングル）「みんな少年だった」 ※コーラスも担当[注 5]

### その他
- ポケモームービー 今日は何の日?エッグの日!（2009年、不定期、携帯サイト）

## 書籍

### 写真集
- 佳林（2014年6月12日、ワニブックス、撮影：西田幸樹）ISBN 978-4-8470-4653-7 [16]
- Karin sixteen（2015年5月27日、ワニブックス、撮影：長野博文）ISBN 978-4-8470-4757-2[18]
- Sunflower（2016年10月21日、ワニブックス、撮影：LUCKMAN）ISBN 978-4-8470-4870-8[20]
- 覚醒-KAKUSEI-（2018年12月1日、ワニブックス、撮影：大江麻貴 他）ISBN 978-4-8470-8165-1[31]
- RIN（2020年5月20日、ワニブックス、撮影：西條彰仁）ISBN 978-4-8470-8290-0[37]
- Prink（2024年9月30日、ワニブックス、撮影：魵澤和之）ISBN 978-4-8470-8570-3[57]

### 雑誌連載
- Mac Fan「DTMでは研修生」（2022年2月号 - 、マイナビ出版）[211]

## 所属グループ・ユニット
- Juice=Juice（2013年 - 2020年）
- シャッフルユニット
  - 新ミニモニ。（2009年 - 2011年）
  - ハロプロ・オールスターズ（2018年 - 2020年）
- スペシャルユニット
  - リボーンイレブン（2011年）
- 企画ユニット
  - ジュリン（2013年）
- SIOOM (from M-line Music) （2024年）